# Kiyombe (Sektor)
Kiyombe ist ein Sektor im Westen des Distrikts Nyagatare und im Norden der Ostprovinz von Ruanda.

## Geographie
Der Sektor Kiyombe hat eine Fläche von 69,2 km². Er setzt sich aus den sechs Zellen Gataba, Gitenga, Kabungo, Karambo, Karujumba und Tovu zusammen. Nachbarsektoren sind im Nordosten Karama, im Osten Gatunda, im Südosten Mukama, im Südwesten Rushaki und im Nordwesten Kaniga. Im Norden liegt der Sektor an der Grenze zu Uganda.

## Bevölkerung
Nach Stand der Volkszählung von 2022 liegt die Einwohnerzahl bei 18.801. Zehn Jahre zuvor waren es 17.152, was einem jährlichen Bevölkerungszuwachs von 0,92 Prozent zwischen 2012 und 2022 entspricht.

## Verkehr
Durch den Sektor verläuft die Nationalstraße 22.